# 21 octobre 1945
Le dimanche 21 octobre 1945 est le 294e jour de l'année 1945.

## Naissances
- Clément Taillade (mort le 27 mars 1978), personnalité politique française
- Everett McGill, acteur américain
- Garry Breitkreuz, personnalité politique canadienne
- Grisha Bruskine, artiste spécialisé en sculpture et arts du textile, écrivain
- Joe Worrall, arbitre anglais de football
- Judith Kelman, femme de lettres américaine, auteure de roman policier
- Nikita Mikhalkov, réalisateur, acteur et producteur de films russe
- Tomás Padrón, homme politique espagnol
- William Leonard Pickard, chercheur, écrivain, et producteur de drogue (LSD) américain
- Zoran Antonijević (mort le 5 février 2008), joueur de football serbe

## Décès
- Henry Armetta (né le 4 juillet 1888), acteur américain
- Wincenty Witos (né le 22 janvier 1874), personnalité politique polonaise

## Événements
- Élections constituantes françaises de 1945 et référendum sur la loi constitutionnelle de 1945
- Élections législatives luxembourgeoises de 1945
- Création de circonscription de Nouvelle-Calédonie et dépendances de 1945 à 1978